# الشخصية الهزلية

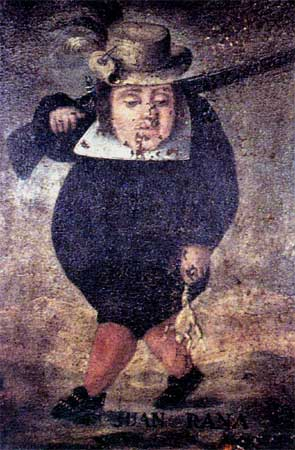
خوان رانا، أشهر ممثلين دور الشخصية الهزلية في القرن السابع عشر، لوحة مجهولة من تلك الفترة.

بدأ التاريخ الفعلي للأدب الإسباني في القرن العاشر للميلاد، ثم أخذت الأجناس والحركات الأدبية تتطور وتزداد شيئا فشيئا مع مرور الوقت، وبما أن البدايات كانت في العصور الوسطى فلم تحظَ هذه العصور بالكثير من الحركات الأدبية واقتصرت العروض التمثيلية آنذاك على بعض المشاهد القصيرة في الكنيسة أو أمام العامة. ولم يظهر المسرح الحقيقي في إسبانيا حتى منتصف القرن السادس عشر وبدايات السابع عشر -أي في عصر الباروك- حين بدأت الفرق المسرحية المتخصصة تظهر وتولي المزيد من الاهتمام للعروض المقدمة. وظهر أول مسرح في عصر الباروك في فالينسا، حين برزت كوميديا لوبي دي فيغا التي خرجت عن المألوف وحطمت قاعدة الوحدات الثلاثة والشكل التقليدي للمسرح الكلاسيكي.
في الواقع، تأثر لوبي بالعديد من كتّاب فالينسيا، ولم يمنعه هذا من إضافة لمسته الخاصة وعبقريته على أعماله.
ومن التجديدات التي أحدثها لوبي على الكوميديا، هو استحداث شخصيات لم تُعرف في المسرح الكلاسيكي. ومنها الشخصية الهزلية أو المضحكة «بالإسبانية: Gracioso, el Donaire» ويكون من طبقة العامة وبالتحديد من فئة الخدم، ويظهر على المسرح ليقلل من حدة الأحداث وتوتر المشكلات بالطرائف التي يُلقيها والنكات التي يقولها.
وكما وصفه السياسي الإسباني فيرنانديث مونتيسينوس، «رجلٌ خفيف الظل، وفيٌّ كالكلب»، يتبع سيده أينما ذهب، رغم أن هذا السيد يسيء معاملته أحيانا، وأخرى يتركه بالجوع، ونادرا ما يُكافئه على شيء.
تنتمي الشخصية الهزلية بالعادة لـطبقة العمال المنبوذة، ولا شخصية واضحة له لدرجة أنه لا ينتقم لنفسه ممن يستغله أو يؤذيه، بل يتصرف وفق مبادئ سيده وقيمه الأرستقراطية. غير أن بعض الأعمال تظهره خسيسا ومخادعا.
أول شخصية هزلية أضافها لوبي للمسرح هي الخادم «تريستان» في كوميديا لا فرانثيسيا La francesilla، وتبعه كالديرون دي لا باركا فجعل في أعماله مكانا لهذه الشخصية حديثة العهد في المسرح الأوروبي، رغم أن مفردة «هزلي» لم تظهر كشخصية أساسية في المسرح حتى عام 1620.
اشتُهر في إسبانيا عروض مسرحية طويلة يتخللها «فاصل تمثيلي» كوميدي وقصير بطلها الشخصية الهزلية. سُمي الفاصل التمثيلي لاحقا بـ«المهزلة الشعبية». ولاهتمام الناس بهذا الدور ظهر في إسبانيا متخصصون به مثل الممثل كوسمي بينيث -بالإسبانية: Cosme Pérez- المعروف باسم خوان رانا -بالإسبانية:Juan Rana-، وهو أشهر ممثل في المسرح الكوميدي في عصر الباروك.

## صفات الشخصية الهزلية
- هو من العامة، وظيفته تقتضي خدمة أحد النبلاء أو الفرسان من الطبقة الأرستقراطية.
- شخصية فكاهية، وقد يظهر على المسرح كمهرج حقيقي، فالغرض من إضافته أصلا هو إضحاك الناس وإبهاجهم.
- يتبع سيده في كل مكان، حتى أنه يسكن عنده بشكلٍ دائم، وأحيانا يكون ذاك الصديق المقرب لسيده.
- هو شخصية وفية بصدق، لا يتمرد على سيده أو يخونه، لا يغدره أو يتلاعب به بأي حال من الأحوال؛ كما يفعل الخدم في «لا ثيليستينا».
- صعلوك، واسع الحيلة وذكي، وبذلك يتمكن من تخليص سيده من المشاكل وإخراجه من المواقف المحرجة التي قد يقع فيها، وهو بذلك يشبه الخادم في كوميديا الكاتب الروماني بلاوتوس ولكن هذا الأخير ليس صعلوكا، هو لا يسعى للحصول على أي هوية أو مكانة ارستقراطية بل يعيش الحاضر كيفما كان.
- دائما ما نراه جائعا أو يبحث عن الماء، فهو شرهُ جدا ويعشق الخمر.
- متخوف وجبان، وهي الصورة النقيضة تماما لسيده المقدام والشجاع.
- يمتلك شخصية واقعية وعملية جدا، ويطمئن قلبه لما هو محسوس فقط كالمال.